# Eadulf I di Bernicia
Eadulf, o Eadwulf (... – 913), è stato un sovrano anglosassone, regnante di Bamburgh agli inizi del X secolo.

## Biografia
Data la scarsità di fonti per la storia northumbriana di questo periodo, l'unica notizia certa su Eadwulf è che sarebbe morto nel 913 in Northumbria, come ricorda la Cronaca di Æthelweard, dagli annali dell'Ulster e dagli annali di Clonmacnoise. Gli annali irlandesi lo definiscono "re dei Sassoni del nord", mentre per Æthelweard fu "primo magistrato di Bamburgh". La Historia de Sancto Cuthberto afferma che Eadwulf era un favorito di re Alfredo il Grande. Eadwulf avrebbe regnato sulla Northumbria settentrionale, in un territorio all'incirca corrispondente alla Bernicia, almeno dalla battaglia di Tettenhall (910), con sovrani scandinavi o gaelico norvegesi che regnavano sulla Deira (più o meno l'odierno Yorkshire). C'è comunque chi oggi non esclude che egli abbia regnato su tutta la Northumbria, così come ipotizza un regno più lungo di tre anni. C'è anche chi pensa che Eadwulf regnò in Bernicia dopo Ecgberht II, cioè dagli anni Settanta del IX secolo circa. Secondo la cronaca anglosassone avrebbe avuto due figli: Ealdred e Uhtred, che furono entrambi sovrani.